# Catch 22 (banda)
Catch 22 fue una banda estadounidense de ska punk procedente de East Brunswick, Nueva Jersey. La banda fue formada en 1996 por el cantautor/guitarrista Tomas Kalnoky, quien dejó la banda en 1998 y después formó Streetlight Manifesto.
Los únicos miembros fundadores que todavía están en la banda, son el vocalista/saxofonista Ryan Eldred, el trompetero Kevin Gunther y el baterista Chris Greer.

## Historia
Como pioneros de la escena ska punk, Catch 22 ha construido una reputación de shows en vivo espectaculares e innovación musical. La banda se formó a finales de 1996 cuando los miembros fundadores se dispusieron a tocar un género musical que rápidamente se convirtió en una gran moda. Más de 200 000 discos vendidos después, Catch 22 es todavía una de las más consistentes bandas "vivas", llenando estadios en todo el mundo y ayudando a los demás con su carrera. Entre las bandas que invitaron como bandas soporte está Sum 41, Thursday y Taking Back Sunday. Después de presentarse en el festival Bamboozle en mayo de 2006, Catch 22 volvió de gira en el vernano, tocando en el Warped Tour antes de encabezar una gira nacional, con Voodoo Glow Skulls, Big D and the Kids Table, Suburban Legends y Westbound Train como bandas soporte. en los últimos años, Catch 22 ha compartido escenario con Less Than Jake, Whole Wheat Bread, y Patent Pending.
En su décimo aniversario, Catch 22 lanzó un disco conceptual llamado Permanent Revolution, usando su "súper pegadizo" ska para explorar la vida de León Trotsky, el padre de la teoría marxista y líder de la revolución bolchevique en Rusia. Derrocado por Stalin y exiliado en México, Trotsky fue asesinado por un agente español, pero sus convicciones feroces y sus sonoras teorías políticas cambiaron la cara de la sociedad en Europa y continúan resonando hasta hoy, en un ciclo de canciones que trazan su vida, la banda buscó proveer una interpretación musical a los innovadores eventos de sus primeros años y a la eventual tragedia de su muerte. Cuando les preguntaron sobre la fuente del disco conceptual, el bajista Pat Kays explicó: "Trotsky es un personaje intrigante que nos pareció que podríamos relatar de muchas maneras. Y él tiene una historia muy poderosa que es importante y muy relevante para la situación actual del mundo. Eso es por lo que este disco surgió. Queríamos hacer algo significativo, no solo una alternativa ligeramente mejor a el pop punk" Producido por Steve Evetts, conocido por su trabajo en The Cure, A Static Lullaby, Saves the Day y Sick of it All, la banda da la certeza de que se mezclan los ritmos hardcore punk, reggae, dub y funk que les consiguió miles de fieles seguidores.
Habiendo auto-producido algunos proyectos y trabajado con Evetts en otros, Catch 22 se alegraba de estar de vuelta con un viejo amigo. "Fue una experiencia increíble" dijo el trompetista/vocalista Kevin Gunther, "Tener la perspectiva de un profesional para ayudarnos a determinar cual canción necesitaba trabajo y cual ya estaba lista fue invaluable. Además el hizo agrandó nuestro sonido sin que perdiéramos nuestra calidad tonal" Las canciones trazan la vida de Trotsky cronológicamente: destacan "Party Song (1917)", con sus arreglos rápidos y poderosos de guitarra y cuerno; riffs de guitarra y cuerno únicos en "The Decembrists Song (1921)" y "The Opportunity (1940)", una lenta canción reggae acerca de su asesinato. Permanent Revolution sirve una sorpresa de bienvenida a los seguidores del reggae, ska, y hardcore que buscan significado y perspicacia en las letras de sus canciones favoritas.

## Miembros
Ex miembros (formación original)
- Ryan Eldred - Voz líder (2001-2012), saxofón tenor, coros (1996-2012)
- Kevin Gunther - Trompeta, voz líder y coros (1996-2012)
- Ian McKenzie - Trompeta, coros (2001-2012)
- Pat Calpin - Guitarra, coros (1998-2012), bajo eléctrico (1998)
- Pat "Mingus" Kays - bajo eléctrico (1998-2012)
- Chris Greer - Batería (1996-2012)

Ex miembros
- Tomas Kalnoky - Voz líder, guitarra (1996-1998)
- Jeff Davidson - Voz líder (1998-2001)
- Josh Ansley - Bajo eléctrico, coros (1996-1999)
- James Egan - Trombón, flauta, coros (1996-1999)
- Mike Soprano - Trombón, coros (1999-2001)

Línea del tiempo

## Discografía
Álbumes de estudio
- 1998: Keasbey Nights
- 2000: Alone in a Crowd
- 2001: Washed Up and Through the Ringer
- 2003: Dinosaur Sounds
- 2006: Permanent Revolution